# كأس الإنتركونتيننتال 1987
كأس الإنتركونتيننتال 1987 (بالبرتغالية: Copa Europeia/Sul-Americana de 1987‏) هو الموسم 26 من  كأس الإنتركونتيننتال. الذي يشرف على تنظيمه الاتحاد الأوروبي لكرة القدم، وكان عدد الأندية المشاركة فيه  2، وفاز فيه نادي بورتو.